# Khoan Điện
Huyện tự trị dân tộc Mãn Khoan Điện (chữ Hán giản thể: 宽甸满族自治县, Hán Việt: Khoan Điện Mãn tộc Tự trị huyện) Là một huyện tự trị của địa cấp thị Đan Đông, tỉnh Liêu Ninh, Cộng hòa Nhân dân Trung Hoa. Huyện tự trị Khoan Điệin có diện tích 6186 km2, dân số 430.000 người. Mã số bưu chính của Khoan Điện là 118200. Phương Điện được chia thành 19 trấn, 2 hương và 1 hương dân tộc.
- Trấn: Khoan Điện, Quán Thủy, Thái Bình Tiếu, Vĩnh Điện, Trường Điện, Mao Điện Tử, Thanh Sơn Câu, Hồng Thạch, Ngưu Mao Ô, Đại Xuyên Đầu, Bát Hà Xuyên, Song Sơn Tử, Đại Tây Xoá, Bộ Đạt Viễn, Chấn Giang, Thanh Ỷ, Dương Mộc Xuyên, Hổ Sơn, Bằng Hải.
- Hương: Cổ Lâu Tử
- Hương dân tộc Triều Tiên Hạ Lộ.